# La Cour-Marigny
La Cour-Marigny é uma comuna francesa na região administrativa do Centro-Vale do Loire, no departamento Loiret. Estende-se por uma área de 13,1 km². Em 2010 a comuna tinha 355 habitantes (densidade: 27,1 hab./km²).